# Omicron auropilosum
Omicron auropilosum är en stekelart som först beskrevs av Smith 1857.  Omicron auropilosum ingår i släktet Omicron och familjen Eumenidae. Inga underarter finns listade i Catalogue of Life.